# 荷兰海牙圣殿
荷兰海牙圣殿是耶稣基督后期圣徒教会第114个开放的圣殿，位于荷兰海牙的卫星城祖特尔梅尔。
1841年，耶稣基督后期圣徒教会传教士在前往耶路撒冷途中经过荷兰，进行布道。1861年，开始有传教士正式进驻荷兰。有数千名荷兰人加入该教会，但是大部分移居美国犹他州靠近教会总部。近年来，教会领袖要求信徒留在荷兰，建造教会。目前耶稣基督后期圣徒教会在荷兰稳步增长，有7800名信徒。
1999年8月1日，该教会宣布在荷兰修建圣殿。2000年8月26日开始动工，选址在一个公园内。
2002年9月8日，戈登·兴格莱（Gordon B. Hinckley）会长主持奉献仪式。